# 3 Korpus Armijny (Bundeswehra)
3 Korpus Armijny (niem. III. Korps) – wyższy związek taktyczny Bundeswehry okresu zimnej wojny.

## Struktura organizacyjna
Organizacja w 1989.
- dowództwo korpusu – Koblencja
- 2 Dywizja Zmechanizowana – Kassel
- 5 Dywizja Pancerna – Diez
- 12 Dywizja Pancerna – Veitshöckheim